# Recording Industry Association of America
La Recording Industry Association of America (connue sous l'acronyme RIAA) est une organisation interprofessionnelle qui défend les intérêts de l'industrie musicale aux États-Unis. Ses membres principaux sont des sociétés privées,détenant des labels et des maisons de disques. Elle pourrait être considérée comme l'équivalent du SNEP en France. 
En 2008, selon la RIAA, ses membres « créent, fabriquent, et/ou distribuent environ 90 % de tous les enregistrements audio légitimes produits et vendus aux États-Unis »,,.

## Histoire
L'organisation est formée en 1952, principalement pour administrer et gérer tout ce qui se passe durant la création et l'enregistrement de disque microsillon. La RIAA continue ensuite, les années suivantes, à participer et administrer les standards techniques pour l'enregistrement de la musique et la reproduction, ceci étant valable pour les bandes magnétiques, les cassettes audio, les CD audio et les programmes informatiques basés sur les technologies numériques. Elle s'occupe de tout ce qui concerne la collation, l'administration et la distribution des licences musicales, ainsi que les royalties. Elle est aussi responsable de la certification or ou platine des singles et des albums aux États-Unis. Les objectifs principaux de la RIAA consistent à protéger les droits de la propriété intellectuelle ainsi que les droits des artistes. Le 7 décembre 1999, la RIAA poursuit Napster à cause des téléchargements de fichier MP3.
Le 19 janvier 2011, le site Internet de la RIAA subit une attaque par déni de service (DoS) par le collectif des Anonymous (il s'agit d'une attaque ayant pour but de rendre indisponible un service, d'empêcher les utilisateurs légitimes d'un service de l'utiliser). Entre 2001 et 2020, la RIAA a dépensé entre 2,4 et 6,5 millions de dollars par an en lobbying aux États-Unis.

## Égalisation RIAA
Le RIAA définit vers 1954 une recommandation pour les platines à disque microsillon qui est devenue une norme de facto. Il s'agit des caractéristiques du préamplificateur branché à la sortie d'une platine à tête magnétique. C'est un amplificateur de courant (et non de tension) qui doit avoir une courbe de réponse normalisée.

## Certifications

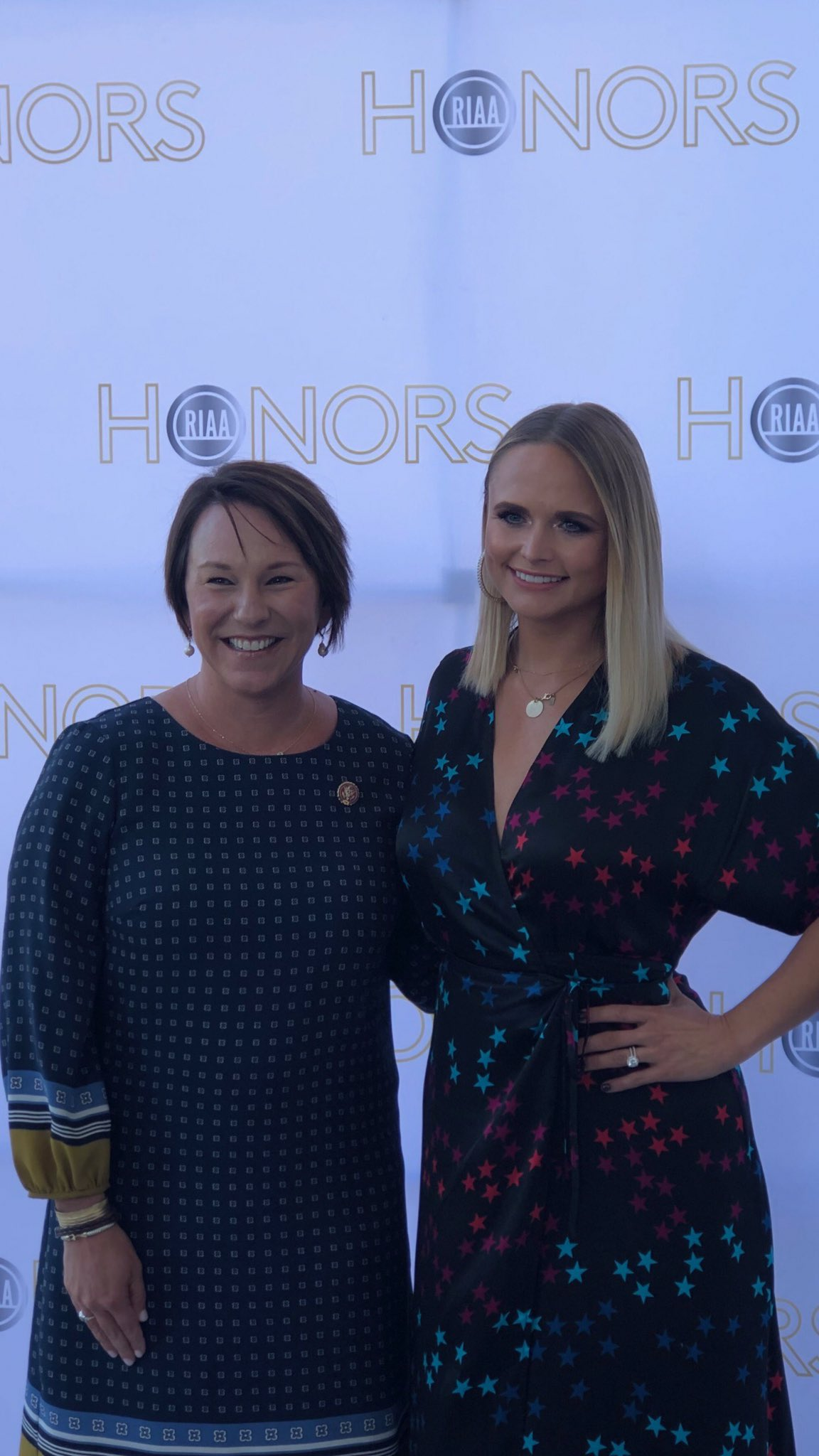
La représentante américaine Martha Roby et Miranda Lambert, élue artiste de l'année 2019 par la RIAA, lors d'un événement organisé par la RIAA à Washington, en 2019.

La RIAA est l'organisme délivrant les certifications pour les ventes de singles, d'albums, téléchargements légaux et de vidéos musicales aux États-Unis. Le système de certifications est mis en place en 1958. Le premier single certifié disque d'or est Catch a Falling Star de Perry Como le 14 mars 1958. Le premier album recevant la distinction de disque d'or fut la bande originale du film Oklahoma !.
Les niveaux de certifications pour les albums et les singles sont les suivants :
- 500 000 unités :  Or
- 1 million d'unités :  Platine
- 2 millions d'unités : deux fois  Platine. Les certifications multi-platines sont délivrées pour chaque seuil de 1 000 000.
- 10 millions d'unités :  Diamant

Les niveaux de certifications pour les vidéos musicales long format sont :
- 50 000 d'unités :  Or
- 100 000 d'unités :  Platine
- 200 000 d'unités : deux fois  Platine. Les certifications multi-platines sont délivrées pour chaque seuil de 100 000.

### Record de niveau d'albums certifiés par artiste
La RIAA met à disposition sur son site internet un classement des artistes selon le nombre de certifications obtenues aux États-Unis pour leurs albums.
La première version de cette liste fut rendue publique en 1999 lors de l'annonce par la RIAA des « Artists of the Century »[réf. nécessaire]. Les Beatles occupaient la première place avec 106 millions d'albums certifiés suivi de Garth Brooks (96 millions) et Led Zeppelin (83 millions). Depuis, un travail est mené par la RIAA et les labels pour compléter et certifier a posteriori les albums manquants notamment pour les artistes ayant eu une carrière dans les années 1960 et 1970. Ainsi, de 1999 à 2004, le total des albums certifiés pour Elvis Presley est passé de 77 millions à 117,5 millions.
Ce classement ne correspond pas aux ventes de chaque artiste sur le territoire américain, les albums non certifiés n'étant pas pris en compte ainsi que nombre exact d'albums vendus (un album vendu à 1,5 million d'exemplaires compte ici comme 1 million car sa plus haute certification est disque de platine). La RIAA a commencé ses certifications en 1958. Cette liste exclut donc des artistes très populaires, comme Bing Crosby, qui ont évolué dans les années 1930-1950 alors que les ventes n'étaient pas encore certifiées. La liste exclut également les certifications d'albums enregistrés par des artistes en collaboration.
Les dix premiers de ce classement sont :
1. The Beatles (pour un total d'albums certifiés de 178 millions)
2. Elvis Presley (pour un total d'albums certifiés de 134,5 millions)
3. Garth Brooks (pour un total d'albums certifiés de 134 millions)
4. Led Zeppelin (pour un total d'albums certifiés de 111,5 millions)
5. Eagles (pour un total d'albums certifiés de 101 millions)
6. Billy Joel (pour un total d'albums certifiés de 81,5 millions)
7. Michael Jackson (pour un total d'albums certifiés de 76 millions)
8. Pink Floyd (pour un total d'albums certifiés de 74,5 millions)
9. Elton John (pour un total d'albums certifiés de 73 millions)
10. Barbra Streisand & AC/DC (pour un total d'albums certifiés de 71,5 millions)

### Albums les plus certifiés
En 2016, les albums les plus certifiés par la RIAA sont :
- 38 fois disque de platine : Their Greatest Hits (1971–1975) des Eagles
- 34 fois disque de platine : Thriller de Michael Jackson
- 25 fois disque de platine : Back in Black de AC/DC
- 24 fois disque de platine : Led Zeppelin IV de Led Zeppelin
- 20 fois disque de platine : Rumours de Fleetwood Mac
- 18 fois disque de platine : Appetite for Destruction des Guns N' Roses
- 17 fois disque de platine : Greatest Hits de Elton John
- 17 fois disque de platine : Boston de Boston
- 17 fois disque de platine : No Fences de Garth Brooks
- 16 fois disque de platine : Metallica de Metallica